# 小坂春女
小坂 春女（こさか はるめ）は、日本の女性アニメーション演出家、アニメーション監督、3Dレイアウト監修。東京都品川区出身。別名に林 有紀（はやし ゆうき）。

## 来歴
1988年に東映動画に入社。『魔法使いサリー』の第45話「夢を咲かせて!海を越えた少女たちの誓い」にてアニメーション演出家としてのデビュー。その後『きんぎょ注意報!』・『美少女戦士セーラームーン』シリーズなどの演出を担当。2001年にフリーとなり、2003年に『セイント・ビースト〜聖獣降臨編〜』でテレビシリーズ初監督を務めた。

## 参加作品

### 監督作品
1993年
- メイクアップ!セーラー戦士

2000年
- 伝心 まもって守護月天! ※第2・3巻を担当。

2003年
- セイント・ビースト〜聖獣降臨編〜

2007年
- 風の少女エミリー

2009年
- 極上!!めちゃモテ委員長（ - 2010年） ※第1期のみ担当。

2019年
- 警視庁 特務部 特殊凶悪犯対策室 第七課 -トクナナ-

### 絵コンテ・演出
1990年
- 魔法使いサリー（絵コンテ・演出）

1991年
- きんぎょ注意報!（絵コンテ・演出）
- ドラゴンボールZ（絵コンテ）

1992年
- 美少女戦士セーラームーン（1992年 - 1997年、絵コンテ・演出） ※SSまで

1997年
- 金田一少年の事件簿（1997年 - 2000年、絵コンテ・演出）
- キューティーハニーF（絵コンテ・演出）
- CLAMP学園探偵団（絵コンテ・演出） ※林有紀名義

1998年
- たこやきマントマン（絵コンテ・演出） ※林有紀名義
- まもって守護月天!（絵コンテ・演出）
- ふしぎ魔法ファンファンファーマシィー（絵コンテ・演出）

1999年
- デジモンアドベンチャー（絵コンテ・演出）

2000年
- マシュランボー（絵コンテ・演出）
- 妖しのセレス（絵コンテ・演出） ※林有紀名義
- 幻想魔伝 最遊記（絵コンテ） ※林有紀名義
- グラビテーション（演出） ※林有紀名義
- モンスターファーム〜伝説への道〜（絵コンテ） ※林有紀名義
- 学校の怪談（2000年 - 2001年、絵コンテ・演出） ※林有紀名義
- ONE PIECE（2000年 - 、絵コンテ・演出）

2001年
- チャンス〜トライアングルセッション〜（演出） ※林有紀名義
- 新白雪姫伝説プリーティア（演出） ※林有紀名義
- ヒカルの碁（絵コンテ・演出） ※林有紀名義

2002年
- Kanon（第1作）（絵コンテ・演出）
- しあわせソウのオコジョさん（演出） ※林有紀名義
- SAMURAI DEEPER KYO（絵コンテ・演出） ※林有紀名義
- りぜるまいん（絵コンテ） ※林有紀名義
- 円盤皇女ワるきゅーレ（演出） ※林有紀名義
- プリンセスチュチュ（演出） ※林有紀名義
- NARUTO -ナルト-（2002年 - 2007年、絵コンテ・演出） ※林有紀名義

2003年
- 釣りバカ日誌（絵コンテ・演出）
- 魔探偵ロキ RAGNAROK（絵コンテ・演出） ※林有紀名義
- D・N・ANGEL（絵コンテ・演出） ※林有紀名義
- 瓶詰妖精（絵コンテ・演出） ※林有紀名義
- ヤミと帽子と本の旅人（絵コンテ・演出） ※林有紀名義
- ロックマンエグゼAXESS（2003年 - 2004年、絵コンテ・演出） ※林有紀名義

2004年
- 北へ。〜Diamond Dust Drops〜（絵コンテ・演出） ※林有紀名義
- 美鳥の日々（演出） ※林有紀名義
- Wind -a breath of heart-（絵コンテ）
- 今日からマ王! 第1シリーズ（2004年 - 2005年、絵コンテ・演出） ※林有紀名義

2005年
- 魔法先生ネギま!（絵コンテ）
- かみちゅ!（絵コンテ・演出）
- ぺとぺとさん（絵コンテ・演出）
- こみっくパーティーRevolution（絵コンテ）
- 英國戀物語エマ（演出） ※林有紀名義
- 好きなものは好きだからしょうがない!!（演出）
- 今日からマ王! 第2シリーズ（2005年 - 2006年、絵コンテ・演出） ※林有紀名義
- ガラスの仮面（絵コンテ・演出）
- ガンパレード・オーケストラ（演出）
- 地獄少女（2005年 - 2006年、演出）

2006年
- Canvas2 〜虹色のスケッチ〜（絵コンテ）
- シュガシュガルーン（絵コンテ） ※林有紀名義
- エア・ギア（絵コンテ・演出）
- ラブゲッCHU 〜ミラクル声優白書〜（演出）
- 西の善き魔女 Astraea Testament（演出）
- 蜜×蜜ドロップス（OVA：絵コンテ・演出）
- プリンセス・プリンセス（演出）
- 格闘美神 武龍 REBIRTH（演出）
- オーバン・スターレーサーズ（演出）

2007年
- BACCANO! -バッカーノ!-（演出）
- 逮捕しちゃうぞ フルスロットル（2007年 - 2008年、絵コンテ・演出）

2008年
- H2O -FOOTPRINTS IN THE SAND-（絵コンテ・演出）
- 今日からマ王! 第3シリーズ（絵コンテ）
- 夏目友人帳（演出）
- 紅（演出）
- 我が家のお稲荷さま。（絵コンテ）
- To LOVEる -とらぶる-（絵コンテ）
- 家庭教師ヒットマンREBORN!（絵コンテ）
- BLEACH（絵コンテ）
- ヴァンパイア騎士 Guilty（絵コンテ）
- 地獄少女 三鼎（演出）

2009年
- 黒神 The Animation（演出）
- アスラクライン（絵コンテ）
- PandoraHearts（絵コンテ）

2010年
- SDガンダム三国伝 BraveBattleWarriors（演出）

2011年
- 神様ドォルズ（演出、特典映像絵コンテ・演出）
- ロウきゅーぶ!（絵コンテ・演出）
- マケン姫っ!（監督補佐・絵コンテ・演出）
- Persona4 the ANIMATION（2011年 - 2012年、絵コンテ・演出）

2012年
- しろくまカフェ（絵コンテ・演出）
- 人類は衰退しました（助監督・絵コンテ・演出）
- 神様はじめました（絵コンテ）

2013年
- AMNESIA（演出）
- 超速変形ジャイロゼッター（演出）
- 問題児たちが異世界から来るそうですよ?（演出）
- AURA 〜魔竜院光牙最後の闘い〜（演出）
- 幻影ヲ駆ケル太陽（助監督・絵コンテ）
- 史上最強の弟子ケンイチ 闇の襲撃（演出）

2014年
- 龍ヶ嬢七々々の埋蔵金（演出）
- 悪魔のリドル（絵コンテ・演出）
- アイカツ!（ - 2016年、演出）
- PERSONA3 THE MOVIE #2 Midsummer Knight's Dream（演出）
- 黒執事 Book of Circus（演出）

2015年
- 艦隊これくしょん -艦これ-（演出）
- 美男高校地球防衛部LOVE!（演出）
- 魔法少女リリカルなのはViVid（演出）
- レーカン!（演出）

2016年
- アイカツスターズ!（演出）
- ReLIFE（演出補佐）
- クオリディア・コード（絵コンテ・演出）
- パズドラクロス（演出）

2017年
- チェインクロニクル 〜ヘクセイタスの閃〜（絵コンテ）
- 神撃のバハムート VIRGIN SOUL（演出）
- 戦刻ナイトブラッド（演出）

2018年
- バジリスク 〜桜花忍法帖〜（演出）
- BEATLESS（絵コンテ・演出）
- クラシカロイド（演出）
- PERSONA5 the Animation（演出）
- 狐狸之声（演出）

2019年
- Re:ステージ! ドリームデイズ♪（演出）
- 警視庁 特務部 特殊凶悪犯対策室 第七課 -トクナナ-（演出）
- あひるの空（演出）

2020年
- A3!（演出）
- 織田シナモン信長（演出）
- くまクマ熊ベアー（演出）

2021年
- キングダム（演出）

2022年
- 勇者、辞めます（演出）
- BIRDIE WING -Golf Girls' Story-（演出）
- 東京ミュウミュウ にゅ〜♡（絵コンテ）
- 死役所（演出）
- もっと!まじめにふまじめ かいけつゾロリ（絵コンテ）
- 勇者パーティーを追放されたビーストテイマー、最強種の猫耳少女と出会う（絵コンテ・演出）

2023年
- とーとつにエジプト神2（演出）
- くまクマ熊ベアーぱーんち!（絵コンテ・演出）
- 彼女が公爵邸に行った理由（絵コンテ）
- THE MARGINAL SERVICE（絵コンテ・演出）
- Dr.STONE NEW WORLD（演出）
- ビックリメン（演出）

2024年
- THE NEW GATE（絵コンテ）
- ささやくように恋を唄う（絵コンテ）
- 終末トレインどこへいく?（絵コンテ）
- ゆるキャン△ SEASON3（演出）
- SHY 東京奪還編（演出）
- 異世界ゆるり紀行 〜子育てしながら冒険者します〜（絵コンテ・演出）
- 株式会社マジルミエ（副監督）
- アオのハコ（演出）
- 妖怪学校の先生はじめました!（絵コンテ・演出）
- ありふれた職業で世界最強 season 3（演出）

2025年
- 魔神創造伝ワタル（演出）
- 外れスキル《木の実マスター》 〜スキルの実（食べたら死ぬ）を無限に食べられるようになった件について〜（演出）
- どうせ、恋してしまうんだ。（絵コンテ・演出）
- 勘違いの工房主〜英雄パーティの元雑用係が、実は戦闘以外がSSSランクだったというよくある話〜（演出）
- 前橋ウィッチーズ（演出）
- 神統記（テオゴニア）（絵コンテ・演出）
- 9-nine- Ruler’s Crown（絵コンテ・演出）
- 雨と君と（演出）